# نوريكو ساكاي
نوريكو ساكاي (باليابانية: 酒井法子) هي مغنية وممثلة يابانية، ولدت في 14 فبراير 1971 بفوكوكا في اليابان.

## أعمال

### أفلام
- (2003)  الحقد 2

## وصلات خارجية
- نوريكو ساكاي على موقع IMDb (الإنجليزية)
- نوريكو ساكاي على موقع ألو سيني (الفرنسية)
- نوريكو ساكاي على موقع ميوزك برينز (الإنجليزية)
- نوريكو ساكاي على موقع أول موفي (الإنجليزية)
- نوريكو ساكاي على موقع قاعدة بيانات الأفلام السويدية (السويدية)
- نوريكو ساكاي على موقع أول ميوزيك (الإنجليزية)
- نوريكو ساكاي على موقع ديسكوغز (الإنجليزية)
- نوريكو ساكاي على موقع قاعدة بيانات الفيلم (الإنجليزية)
- نوريكو ساكاي على موقع كينوبويسك (الروسية)
- نوريكو ساكاي على موقع ANN person (الإنجليزية)